# Otto Hesse (Landrat)
Otto Hesse (* 1821 in Liebenburg, Königreich Hannover; † 31. Januar 1904 in Blankenburg (Harz)) war ein preußischer Landrat.
Otto Hesse wurde 1821 in Liebenburg im Königreich Hannover als Sohn des dortigen Amtmanns Carl Christian Hesse geboren und studierte ab 1843 Rechtswissenschaft an der Universität Göttingen, wo er Mitglied des Corps Hannovera wurde.
Ab 1853 war er als Amtsassessor in Uslar und ab 1856 in Hildesheim tätig. 1879 wurde er zum Amtmann des Amts Hildesheim und Kreishauptmann des dortigen Steuerkreises ernannt. Nach der Einführung der preußischen Kreisordnung für die Provinz Hannover von 1884 wurde er 1885 zum Landrat des Landkreises erhoben. Dieses Amt übte er weitere 11 Jahre bis 1896 aus. Er war Geheimer Regierungsrat.
Hesse war verheiratet und hatte einen Sohn und zwei Töchter.